# Lagemaß (Stochastik)
Ein Lagemaß oder Lageparameter ist in der Stochastik eine Kennzahl der Verteilung einer Zufallsvariable beziehungsweise eines Wahrscheinlichkeitsmaßes. Anschaulich ist es die Aufgabe eines Lagemaßes, den „typischen“ Wert einer Zufallsvariable anzugeben. In Abgrenzung dazu gibt ein Dispersionsmaß an, wie sehr die Zufallszahlen um den typischen Wert streuen würden.
Der Begriff des Lagemaßes und des Lageparameters wird in der Literatur nicht immer eindeutig verwendet. So spricht man in der Statistik auch von Lageparametern von Stichproben oder nennt bei Wahrscheinlichkeitsmaßen, deren Lage durch Wahl eines Parameters bestimmt werden kann, diesen Parameter Lageparameter. Eine genaue Abgrenzung erfolgt im unten stehenden Abschnitt.

## Typische Lagemaße

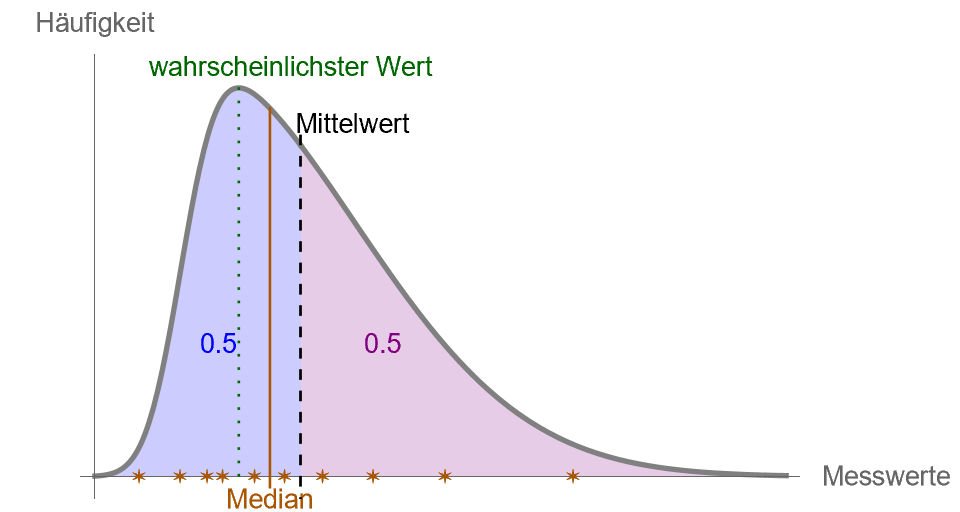
Dargestellt sind diskrete Messwerte, eine zugehörige -Wahrscheinlichkeitsverteilung sowie verschiedene Lagemaße: Der Median ist jener Wert, unterhalb und oberhalb dessen sich die Hälfte der Messwerte sammeln. Der Mittelwert teilt die Wahrscheinlichkeitsverteilung in zwei gleich große Flächen. Der Wahrscheinlichste Wert entspricht dem Maximum der Wahrscheinlichkeitsverteilung.

### Erwartungswert
Klassisches Lagemaß ist der Erwartungswert. Er ist allgemein definiert als
{\displaystyle \operatorname {E} (X)=\int _{\Omega }X\,\mathrm {d} P}
für eine reelle Zufallsvariable {\displaystyle X\colon \Omega \to \mathbb {R} } auf dem Ergebnisraum {\displaystyle \Omega ,} versehen mit dem Wahrscheinlichkeitsmaß {\displaystyle P.} Anschaulich entspricht der Erwartungswert dem „Schwerpunkt“ der Wahrscheinlichkeitsverteilung. Dem Erwartungswert zugeordnete Dispersionsmaße sind beispielsweise die Varianz und die Standardabweichung. Ein Nachteil des Erwartungswertes ist, dass er im Allgemeinen nicht existieren muss, wie die Cauchy-Verteilung zeigt.

### Median
Eine reelle Zahl {\displaystyle m} heißt Median der reellen Zufallsvariablen {\displaystyle X}, wenn
{\displaystyle P(X\leq m)\geq {\frac {1}{2}}\quad {\text{und}}\quad }{\displaystyle P(X\geq m)\geq {\frac {1}{2}}}
ist. Ein Median ist also ein Wert, der die Wahrscheinlichkeitsverteilung so trennt, dass jede Hälfte die Wahrscheinlichkeit 0,5 hat. Er existiert immer, ist aber nicht eindeutig, im Gegensatz zum Erwartungswert. Um noch Eindeutigkeit zu erzwingen, wären modifizierte Definitionen des Medians möglich. Ein mit dem Median assoziiertes Dispersionsmaß ist beispielsweise der Interquartilabstand.
Sowohl der Erwartungswert {\displaystyle \mu } als auch der Median {\displaystyle m} können generell mithilfe der Verteilungsfunktion {\displaystyle F} von {\displaystyle X} bestimmt werden. Das wird durch die Skizze in der allgemeinen Definition des Erwartungswertes illustriert.

### Modus
Als Modus bezeichnet man bei diskreten Wahrscheinlichkeitsmaßen diejenige Stelle, an der die Wahrscheinlichkeitsfunktion ein Maximum annimmt, entsprechend bei Wahrscheinlichkeitsmaßen mit Wahrscheinlichkeitsdichtefunktion diejenige Stelle, an der die Wahrscheinlichkeitsdichtefunktion ein Maximum annimmt. In diesen beiden Fällen existiert der Modus immer, ist aber nicht notwendigerweise eindeutig. Beispiel hierfür sind die bimodalen Verteilungen. Außerdem gibt es auch Wahrscheinlichkeitsmaße ohne Wahrscheinlichkeitsdichtefunktion, wie die Cantor-Verteilung.

## Beispiele
Die folgenden Beispiele zeigen die Grenzen der verschiedenen Lagemaße und typische auftretende Probleme.

### Alle Lagemaße bestimmt, aber verschieden
Betrachtet man als Beispiel eine exponentialverteilte Zufallsvariable {\displaystyle X}, so besitzt diese die Wahrscheinlichkeitsdichtefunktion
{\displaystyle f_{\lambda }(x)={\begin{cases}\displaystyle \lambda {\rm {e}}^{-\lambda x}&x\geq 0\\0&x<0\end{cases}}}
für einen reellen Parameter {\displaystyle \lambda >0}. Der Erwartungswert ergibt sich zu {\displaystyle \operatorname {E} (X)={\tfrac {1}{\lambda }}}, der Median zu {\displaystyle m={\tfrac {\ln 2}{\lambda }}}. Somit müssen Erwartungswert und Median nicht übereinstimmen. Aufgrund der Monotonie der Wahrscheinlichkeitsdichtefunktion auf dem Intervall {\displaystyle [0,\infty )} besitzt sie im Punkt 0 ein Maximum. Somit ist der Modus der Exponentialverteilung bei 0. Alle drei Lagemaße können also, selbst wenn sie existieren, völlig verschieden sein. Die Aussagekraft des Modus ist hier allerdings gering.

### Modus ohne Aussagekraft
Betrachtet man eine Zufallsvariable {\displaystyle X}, die auf dem Intervall {\displaystyle [0,1]} stetig gleichverteilt ist, also die Wahrscheinlichkeitsdichtefunktion
{\displaystyle f(x)={\begin{cases}1&{\text{ falls }}0\leq x\leq 1\\0&{\text{sonst.}}\end{cases}}},
so sind sowohl Erwartungswert als auch Median gleich 0,5. Als Modus erhält man jedoch jede Zahl im Intervall {\displaystyle [0,1]}, da jeweils ein Maximum der Wahrscheinlichkeitsdichtefunktion vorliegt. Auch hier ist wieder die Aussagekraft des Modus gering.

### Nicht existenter Erwartungswert
Typischer Fall einer Wahrscheinlichkeitsverteilung ohne Erwartungswert ist die Cauchy-Verteilung, im einfachsten Fall mit der Wahrscheinlichkeitsdichtefunktion
{\displaystyle f(x)={\frac {1}{\pi (1+x^{2})}}}.
Dann existiert der Erwartungswert
{\displaystyle \operatorname {E} (X)=\int _{-\infty }^{\infty }{\frac {x}{\pi (1+x^{2})}}\,\mathrm {d} x}
nicht. Allerdings sind sowohl Modus als auch Median in diesem Fall eindeutig. Der Median befindet sich aufgrund der Symmetrie der Wahrscheinlichkeitsdichtefunktion bei 0, ebenso wie der Modus.

### Mehrdeutiger Median
Der Median ist in der obigen Definition nicht immer eindeutig. Ist beispielsweise {\displaystyle X} binomialverteilt mit dem Parameter {\displaystyle p={\tfrac {1}{2}}}, so ist {\displaystyle P(X=0)=P(X=1)={\tfrac {1}{2}}}. Somit gilt
{\displaystyle P(X\leq m)\geq {\frac {1}{2}}\quad {\text{und}}\quad }{\displaystyle P(X\geq m)\geq {\frac {1}{2}}}
für alle {\displaystyle m\in [0,1]}. Somit ist jede Zahl in diesem Intervall ein Median. Definiert man den Median allgemeiner über die verallgemeinerte inverse Verteilungsfunktion, so ist er eindeutig.

## Abgrenzung der Begriffe
An zwei Stellen ist die Verwendung des Begriffs des Lageparameters zweideutig:
1. Bei Verwendung von Verteilungsklassen, die durch ein oder mehrere (reelle) Parameter näher bestimmt werden können
2. Im Übergang zur deskriptiven Statistik, in der Stichproben Kennzahlen zugeordnet werden sollen, im Gegensatz zu Wahrscheinlichkeitsmaßen

### Parametrische Wahrscheinlichkeitsverteilungen
Beispiel für den ersten Fall ist die Normalverteilung: Sie wird durch zwei Parameter {\displaystyle \mu ,\sigma ^{2}} bestimmt. Dabei ist der Parameter {\displaystyle \mu } sowohl Erwartungswert, Median und Modus und bestimmt die Position der Verteilung auf der x-Achse. Daher wird er auch Lageparameter genannt. Allerdings muss nicht immer solch ein Parameter existieren, der eine Verschiebung entlang der Achse bewirkt, ebenso muss dieser nicht automatisch mit einem der Lagemaße im allgemeinen Sinn übereinstimmen.

### Lageparameter in der deskriptiven Statistik
In der deskriptiven Statistik sind Lagemaße Kennzahlen einer Stichprobe, wohingegen die hier besprochenen Lagemaße Kennzahlen von Wahrscheinlichkeitsmaßen, also (Mengen)funktionen sind. So ist ein Lagemaß der Stichprobe {\displaystyle (x_{1},\dots ,x_{n})\in \mathbb {R} ^{n}} beispielsweise das arithmetische Mittel, das arithmetische Mittel eines Wahrscheinlichkeitsmaßes auf {\displaystyle \mathbb {R} } ist aber intuitiv nicht wohldefiniert. Zusätzlich verwirrend ist oft, dass dieselbe Bezeichnung für Kennzahlen von Stichproben und von Wahrscheinlichkeitsverteilungen verwendet werden (Modus, Median, manchmal Mittelwert synonym mit Erwartungswert oder arithmetisches Mittel).
Allerdings lassen sich die Begriffe über die empirische Verteilung verknüpfen. Ist eine Stichprobe {\displaystyle x=(x_{1},\dots ,x_{n})} gegeben, so gilt:
- der Erwartungswert der empirischen Verteilung zu {\displaystyle x} ist das arithmetische Mittel der Stichprobe {\displaystyle x}.
- der Median (im Sinne der Wahrscheinlichkeitstheorie) der empirischen Verteilung zu {\displaystyle x} ist der Median (im Sinne der deskriptiven Statistik) der Stichprobe {\displaystyle x}.
- der Modus (im Sinne der Wahrscheinlichkeitstheorie) der empirischen Verteilung zu {\displaystyle x} ist der Modus (im Sinne der deskriptiven Statistik) der Stichprobe {\displaystyle x}.